# Vasilij Savin
Vasilij Savin (in russo Василий Савин?; Murmansk, 2 aprile 1967) è un ex combinatista nordico sovietico.
Ai XVI Giochi olimpici invernali di Albertville 1992 ha fatto parte della squadra unificata. Nelle liste FIS è registrato come Wasilij Savin.

## Biografia
In Coppa del Mondo esordì il 23 febbraio 1985 a Leningrado (14°), ottenne il primo podio il 3 gennaio 1987 a Schonach im Schwarzwald (2°) e l'unica vittoria il 13 marzo successivo a Leningrado.
In carriera prese parte a due edizioni dei Giochi olimpici invernali, Calgary 1988 (10° nell'individuale, non conclude la gara a squadre) e Albertville 1992 (22° nell'individuale), e a una dei Campionati mondiali, Oberstdorf 1987 (11° nell'individuale).

## Palmarès

### Mondiali juniores
- 1 medaglia:
  - 1 argento (gara a squadre a Lake Placid 1986)

### Coppa del Mondo
- Miglior piazzamento in classifica generale: 7º nel 1987
- 3 podi (tutti individuali):
  - 1 vittoria
  - 2 secondi posti

#### Coppa del Mondo - vittorie
| Data          | Località   | Nazione          | Trampolino    | Spec.       |
| ------------- | ---------- | ---------------- | ------------- | ----------- |
| 13 marzo 1987 | Leningrado | Unione Sovietica | Kavgolovo K88 | IN NH/15 km |

Legenda:

IN = individuale Gundersen

NH = trampolino normale